# Kościół Niepokalanego Poczęcia Najświętszej Maryi Panny w Chojnowie
Kościół Niepokalanego Poczęcia Najświętszej Maryi Panny – rzymskokatolicki kościół parafialny należący do dekanatu Chojnów diecezji legnickiej.

## Architektura i wnętrze
Jest to świątynia wybudowana dla katolików w latach 1909-1911. Wzniesiono ją jako neoromańską bazylikę. Zaprojektowana została przez berlińskiego architekta Oskara Hoßfelda, który jest również twórcą ołtarzy, ambony i chrzcielnicy, z kolei bracia Otton i Rudolf Linnemannowie z Frankfurtu nad Menem są twórcami polichromii na ścianach i suficie, oraz witraży (przedstawiających m.in. św. Piotra, św. Pawła i św. Grzegorza Wielkiego), natomiast bracia Spath z Sanntach-Mengen w Wirtembergii skonstruowali organy o 25 głosach. Kościół posiada dwuwieżową fasadę od strony wschodniej. 
Oryginalny wystrój wnętrza nawiązuje do romańskich bazylik. Krótkie prezbiterium zakończone półkolistą absydą oraz półkoliste arkady międzynawowe są nawiązaniem do starochrześcijańskich bazylik pułapowych. Jednym z ważniejszych zabytków jest mała figura Madonny umieszczona w ścianie nawy południowej wykonana na przełomie XIX i XX wieku, nawiązująca do tzw. Pięknych Madonn – typu rozpowszechnionego na Śląsku w późnym gotyku. 
Jedyna kaplica, w której jest umieszczony witraż św. Michała Archanioła i nosząca Jego imię, była wcześniej używana jako kaplica chrzcielna, później pogrzebowa, a obecnie planuje się ją przeznaczyć na kaplicę Wieczystej Adoracji. Pod świątynią są umieszczone podziemia, w których znajdują się krypty, w których pochowane są doczesne szczątki dwóch niemieckich proboszczów parafii. Prace remontowe prowadzone z przerwami od lat 80. wieku do 2000 roku przywróciły budowli pierwotny kształt.